# Pereswet (Schiff, 1901)

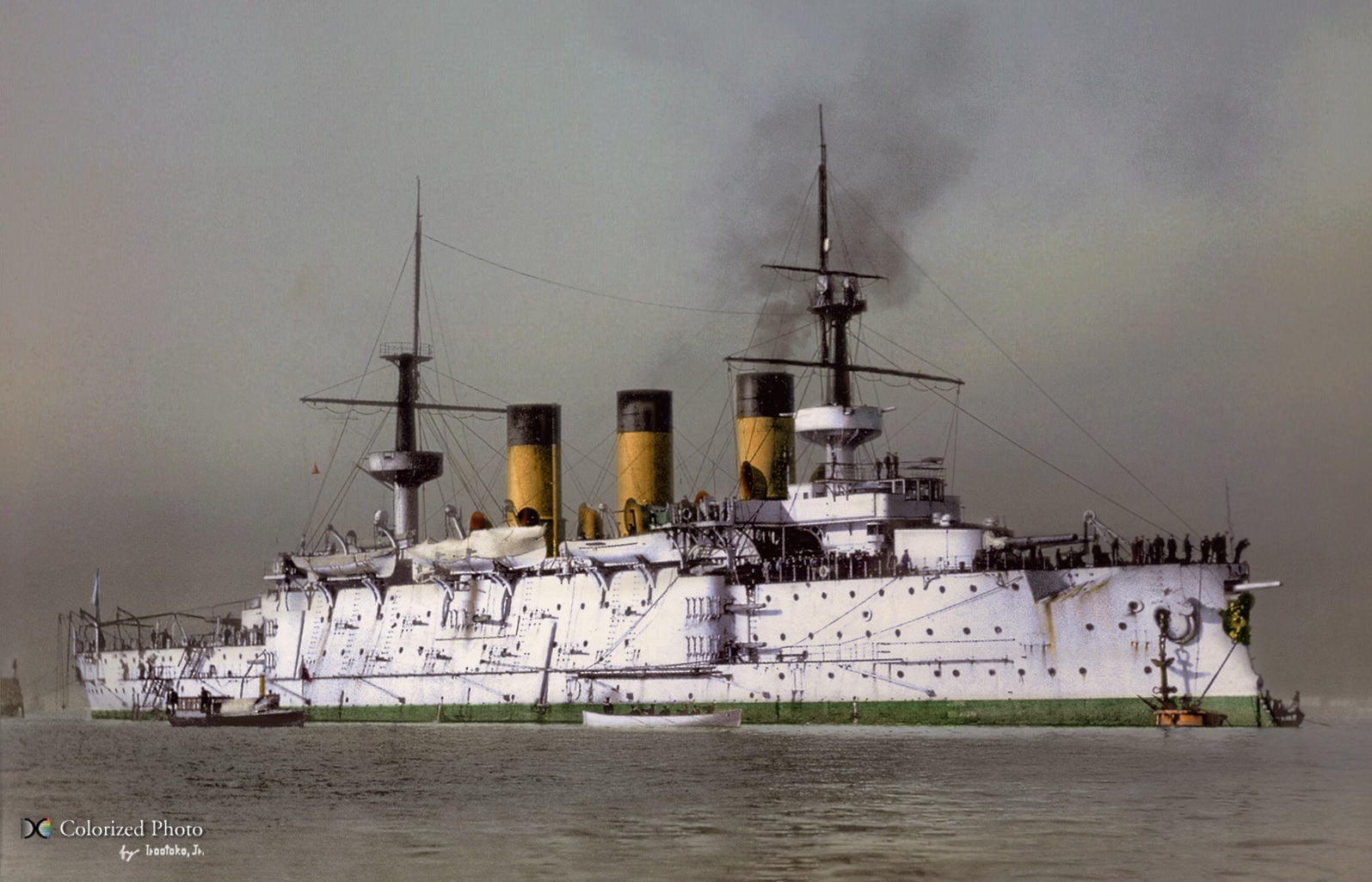
Die Pereswet vor Anker, 1901 (koloriert)

Die Pereswet (russisch Пересвет) war das Typschiff der drei Einheitslinienschiffe der Pereswet-Klasse, die Ende des 19. Jahrhunderts für die Kaiserlich Russische Marine gebaut wurden. Das Schiff wurde nach seiner Fertigstellung der russischen Pazifikflotte übergeben und war ab 1903 in Port Arthur stationiert. Während des Russisch-Japanischen Krieges von 1904–1905 nahm es an der Seeschlacht vor Port Arthur teil und wurde 1904 während der Seeschlacht am Gelben Meer und erneut bei der Belagerung von Port Arthur schwer beschädigt. Das Schiff wurde versenkt, bevor die Russen kapitulierten, dann von den Japanern geborgen und unter dem Namen Sagami (相模) erneut in Dienst gestellt.
Die teilweise wiederbewaffnete, in Sagami umbenannte Pereswet wurde 1912 von der Kaiserlich Japanischen Marine als Küstenverteidigungsschiff umklassifiziert. 1916 verkauften die Japaner sie an die Russen, seit Beginn des Ersten Weltkriegs ihre Verbündeten. Auf dem Weg zum Weißen Meer Anfang 1917 sank sie vor Port Said, Ägypten, nachdem sie auf Minen gestoßen war, die ein deutsches U-Boot gelegt hatte.

## Entwurf und Beschreibung
Der Entwurf der Pereswet-Klasse war von den Schlachtschiffen der Royal Navy zweiter Klasse der Centurion-Klasse inspiriert. Die britischen Schiffe waren dafür ausgelegt, Panzerkreuzer wie die russischen Schiffe Rossija und Rurik zu besiegen, und die Pereswet-Klasse war dafür ausgelegt, die russischen Panzerkreuzer zu unterstützen. Diese Rolle legte Wert auf hohe Geschwindigkeit und große Reichweite auf Kosten von schwerer Bewaffnung und Panzerung.
Die Pereswet war insgesamt 132,4 m lang, hatte eine Breite von 21,8 m und einen Tiefgang von 8 m. Sie war darauf ausgelegt, 12.877 t zu verdrängen, hatte jedoch fast 1.219 t Übergewicht und verdrängte 13.810 14.030 t. Ihre Besatzung bestand aus 27 Offizieren und 744 Mannschaftsmitgliedern. Das Schiff wurde von drei vertikalen Dreifachexpansionsdampfmaschinen angetrieben, die den Dampf von 30 Belleville-Kesseln nutzten. Die Motoren hatten eine Leistung von 14.500 PS (10.800 kW) und waren auf eine Höchstgeschwindigkeit von 18 Knoten (33 km/h) ausgelegt. Die Pereswet erreichte jedoch bei ihren Seeerprobungen im November 1899 eine Höchstgeschwindigkeit von 18,44 Knoten (34,15 km/h) bei 14.532 PS (10.837 kW). Sie transportierte maximal 2.090 t Kohle, was ihr erlaubte, 6.200 Seemeilen (11.500 km) mit einer Geschwindigkeit von 10 Knoten (19 km/h) zurückzulegen.
Die Haupt-Batterie des Schiffs bestand aus vier 10-Zoll-Geschützen (254 mm), die in zwei Zwillingstürmen montiert waren, einer vor und einer achtern des Überbaus. Die Sekundärbewaffnung bestand aus elf 6-Zoll-Schnellfeuergeschützen vom Typ Canet, die in Kasematten an den Seiten des Rumpfs und im Bug unter dem Vorschiff montiert waren. Zur Verteidigung gegen Torpedoboote wurden mehrere kleinere Geschütze mitgeführt. Dazu gehörten zwanzig 75-Millimeter-Geschütze (3 Zoll), zwanzig 47-Millimeter-Hotchkiss-Geschütze (1,9 Zoll) und acht 37-Millimeter-Geschütze (1,5 Zoll). Das Schiff war außerdem mit fünf 15-Zoll-Torpedorohren (381 mm) bewaffnet, drei davon über und zwei unter Wasser. Das Schiff hatte ferner 45 Minen zum Schutz seines Ankerplatzes an Bord. Der Wasserlinienpanzergürtel der Pereswet bestand aus sog. Harveypanzerung und war 4–9 Zoll (102–229 mm) dick. Die Zementpanzerung der Krupp-Geschütztürme hatte eine maximale Dicke von neun Zoll und die Dicke ihres Decks reichte von 2 bis 3 Zoll (51 bis 76 mm).

## Bau und Karriere
Die Pereswet wurde nach Alexander Pereswet benannt, einem russisch-orthodoxen Mönch, der 1380 in der Schlacht auf dem Kulikowo Pole gegen eine mongolische Armee kämpfte und starb. Der Kiel wurde am 21. November 1895 von den Baltischen Werken in Sankt Petersburg gelegt, und am 19. Mai 1898 stach das Schiff in See. Das Schiff wurde jedoch erst im Juli 1901 ganz fertiggestellt und kostete 10.540.000 Rubel. Die Pereswet wurde im August in Dienst gestellt und im Oktober 1901 nach Port Arthur entsendet. Unterwegs lief es am 1. November bei der Durchquerung des dänischen Großen Belts an der Spitze der Insel Langeland auf Grund, wurde aber anscheinend nicht ernsthaft beschädigt. Nach seiner Ankunft wurde das Schiff dem Pazifikgeschwader zugeteilt und zum Flaggschiff des Stellvertreters des Geschwaders gemacht, dem Konteradmiral Fürst Pawel Petrowitsch Uchtomski.

### Seeschlacht vor Port Arthur
Nach dem Sieg Japans im Ersten Japanisch-Chinesischen Krieg von 1894–1895 kam es zwischen Russland und Japan zu Spannungen wegen ihrer beidseitigen Ambitionen, sowohl die Mandschurei als auch Korea zu kontrollieren. Ein weiteres Problem war, dass Russland seine Truppen im Oktober 1903 nicht wie versprochen aus der Mandschurei abgezogen hatte. Japan hatte 1901 Verhandlungen zur Entspannung der Lage aufgenommen, aber die russische Regierung reagierte langsam und unsicher, da sie noch nicht entschieden hatte, wie die Probleme genau zu lösen seien. Japan interpretierte diese als absichtliche Ausflüchte, um Zeit zu gewinnen, um die russischen Rüstungsprogramme abzuschließen. Der letzte Tropfen, der das Fass zum Überlaufen brachte, waren Nachrichten über russische Holzkonzessionen im Norden Koreas und die Weigerung Russlands, japanische Interessen in der Mandschurei anzuerkennen, während es weiterhin Bedingungen an japanische Aktivitäten in Korea stellte. Diese veranlassten die japanische Regierung im Dezember 1903 zu der Entscheidung, dass ein Krieg nun unvermeidlich sei. Das russische Pazifikgeschwader begann nachts im Außenhafen anzulegen, als die Spannungen mit Japan zunahmen, um schneller auf jeden japanischen Versuch reagieren zu können, Truppen in Korea zu landen.
In der Nacht vom 8. auf den 9. Februar 1904 startete die japanische Marine einen Überraschungsangriff auf die russische Flotte in Port Arthur. Die Pereswet wurde von dem ersten Torpedobootangriff nicht getroffen und schwärmte am nächsten Morgen zum Angriff auf die Vereinigten Flotte unter dem Kommando von Vizeadmiral Tōgō Heihachirō aus. Tōgō hatte erwartet, dass der überraschende nächtliche Angriff seiner Schiffe erfolgreicher sein würde, da er damit gerechnet hatte, dass die Russen stark desorganisiert und geschwächt sein würden. Doch sie hatten sich von ihrem Überraschungsangriff erholt und waren bereit für seinen Angriff. Die japanischen Schiffe waren vom Geschützten Kreuzer Bojarin entdeckt worden, der vor der Küste patrouillierte, und alarmierten die russischen Verteidigungsanlagen. Tōgō beschloss, die russische Küstenverteidigung mit seiner Hauptbewaffnung anzugreifen und die Schiffe mit seinen Sekundärgeschützen anzugreifen. Die Aufteilung des Feuers erwies sich als schlechte Entscheidung, da die japanischen 8-Zoll- (203 mm) und 6-Zoll-Geschütze den russischen Schiffen nur unbedeutenden Schaden zufügten, die ihr gesamtes Feuer mit einiger Wirkung auf ihre Gegner konzentrierten. Die Pereswet wurde während des Gefechts dreimal mit geringer Wirkung getroffen.
Am 22. März schloss sich die Pereswet mehreren anderen Schlachtschiffen an und feuerte indirekt auf japanische Schiffe, die den Hafen von Port Arthur beschossen. Während eines Trainings außerhalb von Port Arthur am 26. März kollidierte sie versehentlich mit dem Schlachtschiff Sewastopol und erlitt leichte Schäden. Die Pereswet war an der Aktion vom 13. April beteiligt, als die Tōgō erfolgreich einen Teil des Pazifikgeschwaders herauslockte, darunter auch das Flaggschiff von Vizeadmiral Stepan Makarow, das Schlachtschiff Petropawlowsk. Als Makarow die fünf japanischen Schlachtschiffe entdeckte, kehrte er nach Port Arthur um, und die Petropawlowsk lief auf ein Minenfeld, das die Japaner in der Nacht zuvor gelegt hatten. Das Schiff sank in weniger als zwei Minuten nach der Explosion eines seiner Magazine, und Makarow war einer der 677 Toten. Durch seinen Erfolg ermutigt, nahm die Tōgō ihre Bombardierungsmissionen über große Entfernungen wieder auf. Zwei Tage später traf die Pereswet einmal den Panzerkreuzer Nisshin, als dieses Schiff Port Arthur bombardierte.
Die Pereswet stach am 23. Juni mit dem Rest des Pazifikgeschwaders in See, um zu versuchen, Wladiwostok zu erreichen. Als das Geschwader kurz vor Sonnenuntergang auf die japanische Flotte traf, befahl der neue Geschwaderkommandeur, Konteradmiral Wilhelm Withöft, dem Geschwader, nach Port Arthur zurückzukehren, da er sich mit seinen zahlenmäßig überlegenen Gegnern nicht in ein Nachtgefecht verwickeln lassen wollte. Am 28. Juli beschoss die Pereswet japanische Stellungen, die Port Arthur belagerten. Im Sommer wurden einige Geschütze des Schiffs entfernt, um die Verteidigung des Hafens zu verstärken. Die Pereswet verlor insgesamt drei 6-Zoll-, zwei 75-mm-, zwei 47-mm- und vier 37-mm-Geschütze. Am 9. August wurde sie von zwei 4,7-Zoll-Granaten (120 mm) getroffen, die von einer Batterie mit schmaler Sicht auf den Hafen abgefeuert wurden, aber sie richteten nur geringen Schaden an.

### Seeschlacht im Gelben Meer

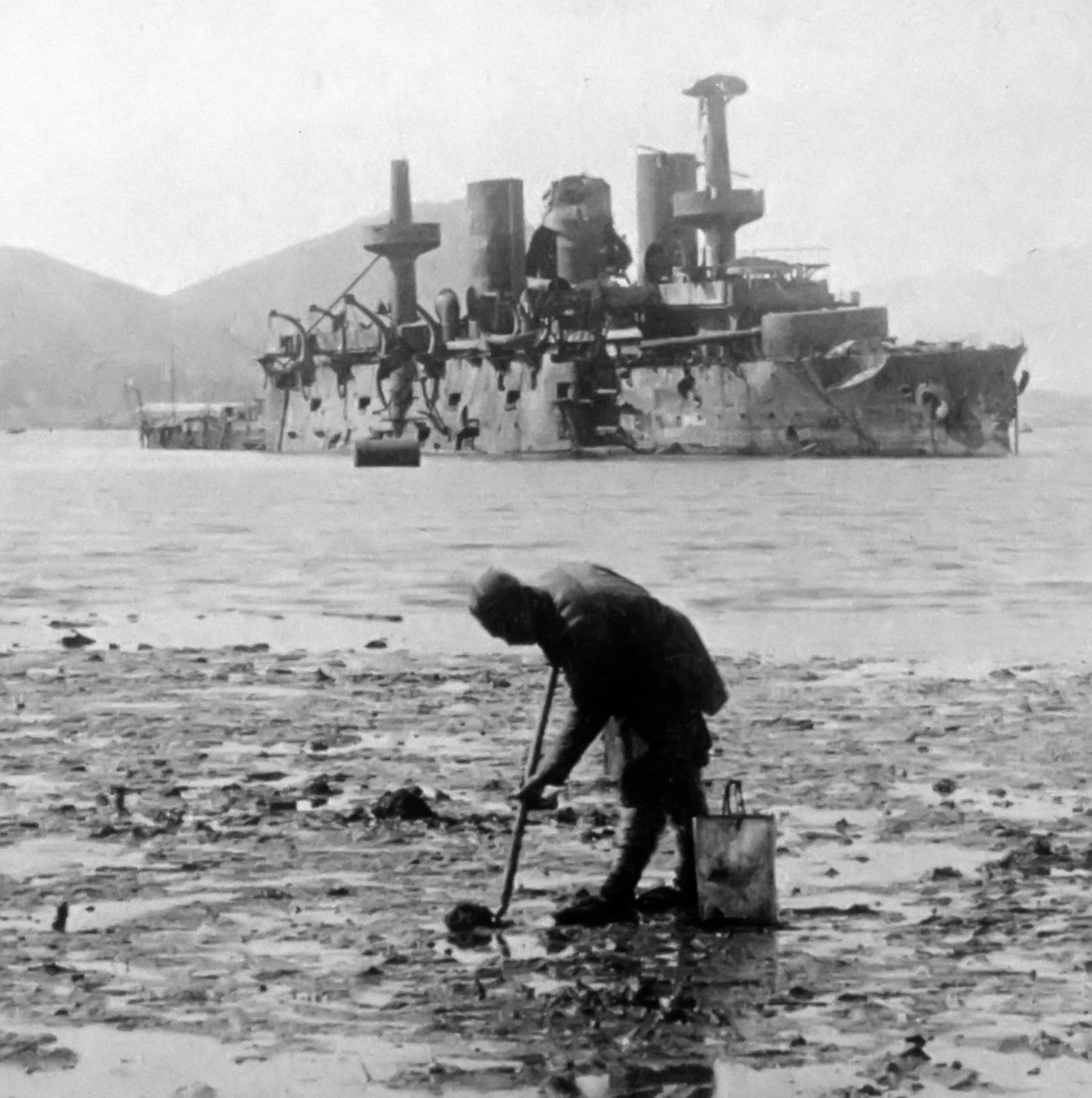
Die Pereswet nach der Versenkung

Der japanische Beschuss sowie ein direkter Befehl von Zar Nikolaus II. zwangen Withöft zu einem erneuten Versuch, Wladiwostok zu erreichen. Am Morgen des 10. August startete das Geschwader einen Fluchtversuch nach Wladiwostok. Um 12:25 Uhr wurde es von japanischen Kreuzern entdeckt und von der Vereinigten Flotte abgefangen, was zur Schlacht im Gelben Meer führte. Die Pereswet war während der Schlacht das vierte Schiff in der Reihe und wurde in der anfänglichen Fernkampf-Phase des Gefechts nicht ernsthaft beschädigt. Gegen 18:00 Uhr wurden ihre Stengen zerstört und zwei 12-Zoll-Granaten des Schlachtschiffs Asahi durchschlugen den Kommandoturm des russischen Flaggschiffs Zessarewitsch. Withöft und der Steuermann wurden getötet, der Kapitän schwer verwundet und das Schiff kam nach einer scharfen Wende zum Stillstand. In der Annahme, dass es sich um ein von Withöft geplantes Manöver handelte, begann die russische Schlachtlinie, dieselbe Wendung auszuführen, was alle Schiffe direkt hinter der Zessarewitsch, einschließlich der Pereswet, dazu zwang, wilde Manöver durchzuführen, um eine Kollision mit dem stehenden Flaggschiff zu vermeiden.
Während die japanischen Schiffe weiterhin die Zessarewitsch unter Beschuss hielten, griff das Schlachtschiff Retwisan, kurz darauf gefolgt von der Pereswet, kühn Tōgōs Schlachtlinie an, um das japanische Artilleriefeuer abzulenken. Die japanische Schlachtlinie verlagerte das Feuer sofort auf die beiden herankommenden Schiffe, wobei beide schwer beschädigt wurden und zum Abdrehen gezwungen wurden. Uchtomski signalisierte den anderen russischen Schiffen, ihm nach Port Arthur zu folgen, aber das Signal war schwer zu verstehen, da die Flaggen ohne Stengen an den Brückengeländern aufgehängt werden mussten und erst allmählich erkannt wurden. Die Pereswet erhielt insgesamt 39 Treffer aller Größen, bei denen 13 Mann getötet und 69 verwundet wurden. Ihr vorderer 10-Zoll-Turm wurde herausgeschlagen und mehrere Treffer in der Nähe der Wasserlinie führten zu einer Überflutung; Abteilungen des Doppelbodens mussten geflutet werden, um ihre Stabilität teilweise wiederherzustellen. Die Reparaturen wurden erst Ende September abgeschlossen.

### Belagerung von Port Arthur
Als das russische Geschwader am 11. August nach Port Arthur zurückkehrte, fand es die Stadt noch immer unter Belagerung durch die japanische Dritte Armee unter Baron Nogi Maresuke vor. Der neue Kommandant, Konteradmiral Robert Reinhold von Wirén, beschloss, die Männer und Geschütze des Pazifikgeschwaders zur Verstärkung der Verteidigung von Port Arthur einzusetzen, und den Schiffen des Geschwaders wurden noch mehr Geschütze abgenommen. Vom 20. bis 22. September griffen japanische Truppen den Hügel 203 an, der den Hafen überblickte; die Pereswet, die Retsiwan, das Schlachtschiff Poltawa und das Kanonenboot Bobr bombardierten die japanischen Stellungen, um die erfolgreiche Verteidigung des Hügels zu unterstützen. Am 30. September begannen die Japaner blindlings in den Hafen zu feuern und trafen die Pereswet mit mindestens sechs 150-mm- und 4,7-Zoll-Granaten. Am folgenden Tag wurde sie erneut getroffen. Am 2. Oktober wurde sie von neun 11-Zoll-Granaten (280 mm) getroffen, die ihre Deckpanzerung nicht durchdrangen, aber den ungeschützten Teilen des Schiffes erheblichen Schaden zufügten. Den japanischen Truppen gelang es am 5. Dezember, Hügel 203 einzunehmen. Dadurch konnten die Belagerungsgeschütze der Kaiserlich Japanischen Armee direkt auf die russischen Schiffe feuern und die Pereswet mehrfach treffen. Die Russen versenkten sie am 7. Dezember 1904 in seichtem Wasser, ohne sie jedoch ernsthaft zu beschädigen, möglicherweise in der Hoffnung, die Japaner zu täuschen und sie zum Zielwechsel zu bewegen.

### Als Teil der japanischen Marine

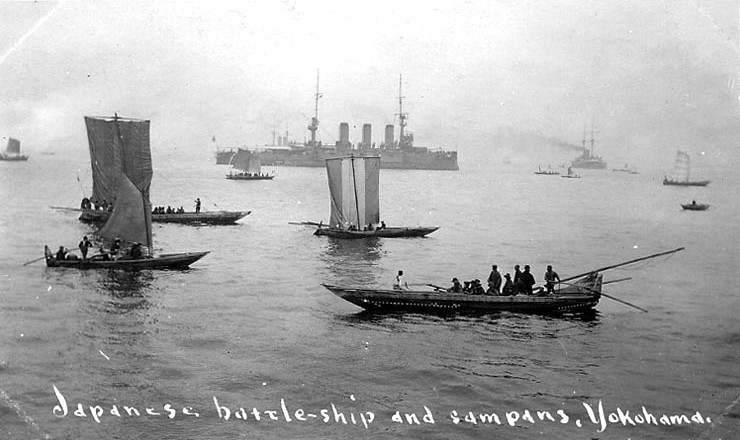
Die Sagami (Mitte, hinten) vor Anker im Hafen von Yokohama während des Besuchs der Great White Fleet, September 1908

Die Pereswet wurde am 29. Juni 1905 von japanischen Ingenieuren wieder flott gemacht und fuhr aus eigener Kraft zum Marinearsenal Sasebo, wo sie am 25. August ankam. Sie wurde in Sagami umbenannt, nach der gleichnamigen antiken Provinz. Am 25. August wurde sie als Schlachtschiff erster Klasse klassifiziert und kam am 16. September im Marinearsenal Yokosuka an. Ihre Reparaturen begannen am 30. September und dauerten bis zum 20. Juli 1908, obwohl sie am 23. Oktober 1905 an der Inspektion erbeuteter Schiffe teilnahm.
Um die Stabilität zu verbessern, wurde das vordere Kampfdeck der Sagami entfernt. Die Sagami wurde mit vier 10-Zoll-45-Kaliber-Kanonen, zehn 6-Zoll-Kanonen (152 mm) und sechzehn QF-12-Pfünder-12-cwt-Kanonen neu bewaffnet. Zwei über Wasser liegende 18-Zoll-Torpedorohre ersetzten ihre ursprüngliche Torpedobewaffnung und ihre Besatzung bestand nun aus 791 Offizieren und Mannschaften. Sie war eines der Empfangsschiffe, als die amerikanische Great White Fleet Ende 1908 Japan besuchte, und wurde während der jährlichen Flottenmanöver oft als „feindliches“ Schiff eingesetzt. Die Sagami wurde am 28. August 1912 als Küstenverteidigungsschiff erster Klasse neu klassifiziert.

### Rückkehr nach Russland
1916 beschloss die russische Regierung, ihre Seestärke außerhalb der Ostsee und des Schwarzen Meeres zu verstärken. Da Japan und Russland im Ersten Weltkrieg Verbündete waren, verkaufte die japanische Regierung die Sagami und einige andere ehemals russische Kriegsschiffe im März an Russland zurück. Das Schiff kam am 3. April in Wladiwostok an, wo es seinen früheren Namen Pereswet wieder annahm und zwei Tage später als Panzerkreuzer umklassifiziert wurde. Das Schiff lief am 23. Mai während Probefahrten auf Grund und wurde am 9. Juli von der IJN wieder flott gemacht. Die Pereswet traf am 30. Juli zur Reparatur im Marinearsenal Maisuru ein und segelte am 18. Oktober in Richtung des europäischen Teils Russlands. Sie sollte in der Weißmeerflotte eingesetzt werden und machte Anfang 1917 unterwegs in Port Said Halt, um Maschinenreparaturen durchzuführen. Am 4. Januar 1917 lief das Schiff etwa 10 Seemeilen (19 km) nördlich des Hafens auf zwei Minen auf, die das deutsche U-Boot SM U 73 gelegt hatte. Die Pereswet geriet in Brand und sank, nachdem vorn und neben einem ihrer Kesselräume ein Loch gerissen war. Die Verluste wurden mit 167 bzw. 116 Mann angegeben.